# Serbian Television USA - Srpska Televizija USA Chicago
Srpska televizija SAD - Serbian Television USA je medijska kompanija i TV stanica iz SAD, koja emituje program u Čikagu na srpskom i engleskom jeziku.
Prvobitni TV program pokrivao je tri američke države, Ilinois, Indijanu i Viskansin. Danas se program emituje u Čikagu na kablovskom kanalu 19 u nedeljnom terminu. Srpska Televizija USA u jednom periodu prikazivala je svoje emisije preko satelitksog TV programa a bila je prva TV stanica u svetu koja je prikazala nekoliko svojih prvih TV emisja uživo preko interneta odnosno u live stream.
Osnivač i direktor Srpske Televizije USA iz Čikaga je Tamara Vesna.
Srpska Televizija USA se bavi promocijom srpskih vrednosti i očuvanjem kulture, jezika i običaja. Prati i promoviše događaje u srpskoj zajednici u Čikagu i okolini kao i istaknute pojedince, kompanije i organizacije koje svojim radom i zalaganjem doprinose društvu.
TV program i emisiju Serb View emituju se na kablovskom kanalu 19 u Čikagu. Medijske objave i članke objavljuje na portalu SrpskaTelevizija.com, društvenim mrežama i zvaničnom jutjub kanalu.